# Wyndham Lewis
Percy Wyndham Lewis, född den 18 november 1882, död den 7 mars 1957, var en engelsk konstnär och författare. 

## Biografi
Lewis var en av grundarna av Vorticiströrelsen och redaktör för vorticisternas litterära tidskrift BLAST. Det var hans vän Ezra Pound som kom på termen "vorticism" och rörelsen gavs en bred presentation på svenska genom Vortex: den väldiga virveln i London: Ezra Pound och hans epok 1908-1922 (urval av Gunnar Harding, FIB:s lyrikklubb, 1990). Lewis skrev politiska och filosofiska essäer, en rad romaner, men också två självbiografiska böcker, Blasting and bombardiering (1937) och Rude assignment: a narrative of my career up-to-date (1950).
Efterhand blev Lewis alltmer reaktionär, och kom från 1930-talet att stå tämligen isolerad inom det brittiska kulturlivet, delvis på grund av sitt tillfälliga stöd för Adolf Hitler och nationalsocialismen i början av 30-talet.

## Översättningar till svenska[14]
- "Cantlemans vårhona" [novell] (översättning Gunnar Pettersson). I tidskriften Fenix, 1983: nr 7/8, s. 106-115
- Stjärnornas fiende (Enemy of the stars) (översättning Clemens Altgård) (Bakhåll, 1988)
- "Stjärnhimlen" (översättning Gunnar Harding). I tidskriften Artes, 1989: nr 1, s. 124-125
- "Tarr" (ur Tarr) (översättning Åke Nylinder). I Artes, 1989: nr 1, 126-129
- "Första mötet med James Joyce" (översättning Åke Nylinder). I Artes, 1989: nr 1, s. 131-135
- "Konstnären är äldre än fisken" (översättning Åke Nylinder). I tidskriften Lyrikvännen, 1989: nr 4, s. 167-171
- "[Självbiografiskt]" (ur Blasting and bombardiering) (översättning Åke Nylinder). I antologin Vortex, s. 189-194, 195-198, 401-409
- "Virvel nr 1" (ur Blast, nr 2) (översättning Gunnar Harding). I antologin Vortex, s. 304-305
- "Vår tids fysionomi" (ur The caliph's design") (översättning Olle Thörnvall) I antologin Vortex, s.  383-387